# Евпраксия (роман)
«Евпра́ксия» (укр. Євпраксія) — исторический роман Павла Загребельного, впервые опубликованный в 1975 году. Рассказывает о трагической судьбе русской княжны Евпраксии Всеволодовны.

## Сюжет
Действие романа происходит в конце XI века. Главная героиня — киевская княжна Евпраксия, дочь Всеволода Ярославича, которую отец выдаёт за Генриха Штаденского. 12-летняя девочка отправляется к мужу в Германию. Через несколько лет она становится вдовой, позже в неё влюбляется император Генрих IV и делает её своей женой. Вскоре между супругами происходит охлаждение. Евпраксия сбегает к папе римскому, врагу императора, и на церковном соборе заявляет, что Генрих принуждал её вступать в связь с другими мужчинами, участвовать в оргиях и отправлении сатанистского культа. Позже она возвращается на родину и там, узнав о смерти мужа, постригается в монахини.

## Оценки
Роман был опубликован в 1975 году и стал условной частью цикла, посвящённого Киевской Руси. Литературоведы отмечают, что главная заслуга автора «Евпраксии» — поэтизация чувства любви к Родине. Валентин Оскоцкий видит в изображении Загребельным драматической судьбы Евпраксии «человековедческое открытие». Современная исследовательница И. Кукленко-Лукьянец рассматривает этого персонажа «с точки зрения деструктивного проявления архетипа Большой Матери».
Сам Загребельный в статье «Попытка автокомментария» написал, что в лице Евпраксии «Европа едва ли не впервые познакомилась с женщиной-политиком, женщиной-бойцом. И эта женщина была русской!». Главной героине в романе противопоставлен Изяслав Ярославич, который «бегал по Европе, торгуя родной землёй».